# Egy videójátékos majdnem mindenre jó kézikönyve
Az Egy videójátékos majdnem mindenre jó kézikönyve (eredeti cím: Gamer’s Guide to Pretty Much Everything) 2015-től 2017-ig futott amerikai televíziós vígjátéksorozat, amelyet Devin Bunje és Nick Stanton alkotott. A főbb szerepekben Cameron Boyce, Murray Wyatt Rundus, Felix Avitia és Sophie Reynolds látható.
Amerikában 2015. július 22-én indult, Magyarországon 2017. január 7-én mutatták be.
2015. október 14-én bejelentették, hogy az első évad gyártása befejeződött. 2015. november 20-án bejelentették a sorozat második évadát.

## Ismertető
Conor egy videójátékzseni, aki a „Kid Fury” nevet viseli. Mikor eltöri a hüvelykujját az egyéni videójáték-vb utolsó fordulójában, a szponzorai megszakítanak minden kapcsolatot vele, és visszaveszik az összes ingyenes dolgot, amit kapott, így kénytelen újra iskolába járni. Miután összebarátkozik Franklinnel, Wendell-lel és Ashleyvel, Conor azt tervezi, hogy segítséget kér tőlük a közelgő csapat-vb-n.

## Szereplők

### Főszereplők
| Szereplő | Színész             | Magyar hang       |
| -------- | ------------------- | ----------------- |
| Conor    | Cameron Boyce       | Penke Bence       |
| Wendell  | Murray Wyatt Rundus | Bogdán Gergő      |
| Franklin | Felix Avitia        | Ifj. Boldog Gábor |
| Ashley   | Sophie Reynolds     | Pekár Adrienn     |

### Mellékszereplők
| Szereplő           | Színész          | Magyar hang    |
| ------------------ | ---------------- | -------------- |
| Mr. Spanks         | Joe Hursley      | Welker Gábor   |
| Nordahl igazgatónő | Paula Sorge      | Kocsis Mariann |
| Doyle              | TBA              | Borbíró András |
| Janice             | Lauren Pritchard | TBA            |
| Billy              | Boogie           | TBA            |

## Epizódok
| Évad | Évad | Epizódok | Eredeti sugárzás | Eredeti sugárzás  | Magyar sugárzás   | Magyar sugárzás  |
| Évad | Évad | Epizódok | Évadpremier      | Évadfinálé        | Évadpremier       | Évadfinálé       |
| ---- | ---- | -------- | ---------------- | ----------------- | ----------------- | ---------------- |
|      | 1    | 21       | 2015. július 22. | 2016. március 23. | 2017. január 7.   | 2017. október 7. |
|      | 2    | 16       | 2016. július 18. | 2017. január 2.   | 2017. október 23. | 2018. január 18. |

## Fordítás
- Ez a szócikk részben vagy egészben  a   Gamer's Guide to Pretty Much Everything című angol Wikipédia-szócikk ezen változatának fordításán alapul.  Az eredeti cikk szerkesztőit annak laptörténete sorolja fel. Ez a jelzés csupán a megfogalmazás eredetét és a szerzői jogokat jelzi, nem szolgál a cikkben szereplő információk forrásmegjelöléseként.